# Lichter (Astrologie)

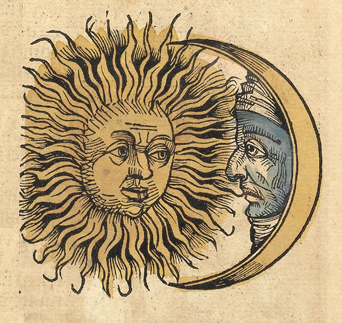
Sonne und Mond in der Schedelschen Weltchronik (1493)

Lichter ist in der Astrologie eine traditionelle Bezeichnung für die hellsten Gestirne Sonne und Mond. Ihre Aspekte Konjunktion (Neumond), Opposition (Vollmond) und Quadrat (erstes bzw. letztes Viertel) spielen im Horoskop eine wichtige Rolle. Sie sind gegenüber den anderen Planeten dadurch hervorgehoben, dass sie nie rückläufig werden.
Auch im System der Zeichenherrscher spielen Sonne und Mond eine besondere Rolle. Als eigentlichen Herrschern ist ihnen nur jeweils ein Zeichen zugewiesen, nämlich der Sonne das Zeichen Löwe und dem Mond der Krebs. Der ganze Tierkreis wird dann aufgeteilt in eine solare Hälfte (Löwe bis Steinbock) und ein lunare Hälfte (Wassermann bis Krebs). Den anderen Planeten wird dann in jeder der Hälften ein Zeichen zugewiesen, in dem sie ihr Tagdomizil bzw. ihr Nachtdomizil haben. Eigentümlicherweise liegen die Tagdomizile in der lunaren und die Nachtdomizile in der solaren Hälfte.
Der Zuordnung der Sonne als männlich und des Monds als weiblich gilt zwar traditionell in der Astrologie, aber bekanntlich nicht in allen Kulturen und Sprachen. So ist es zum Beispiel im Deutschen genau umgekehrt, wo die Sonne weiblich und der Mond männlich ist.

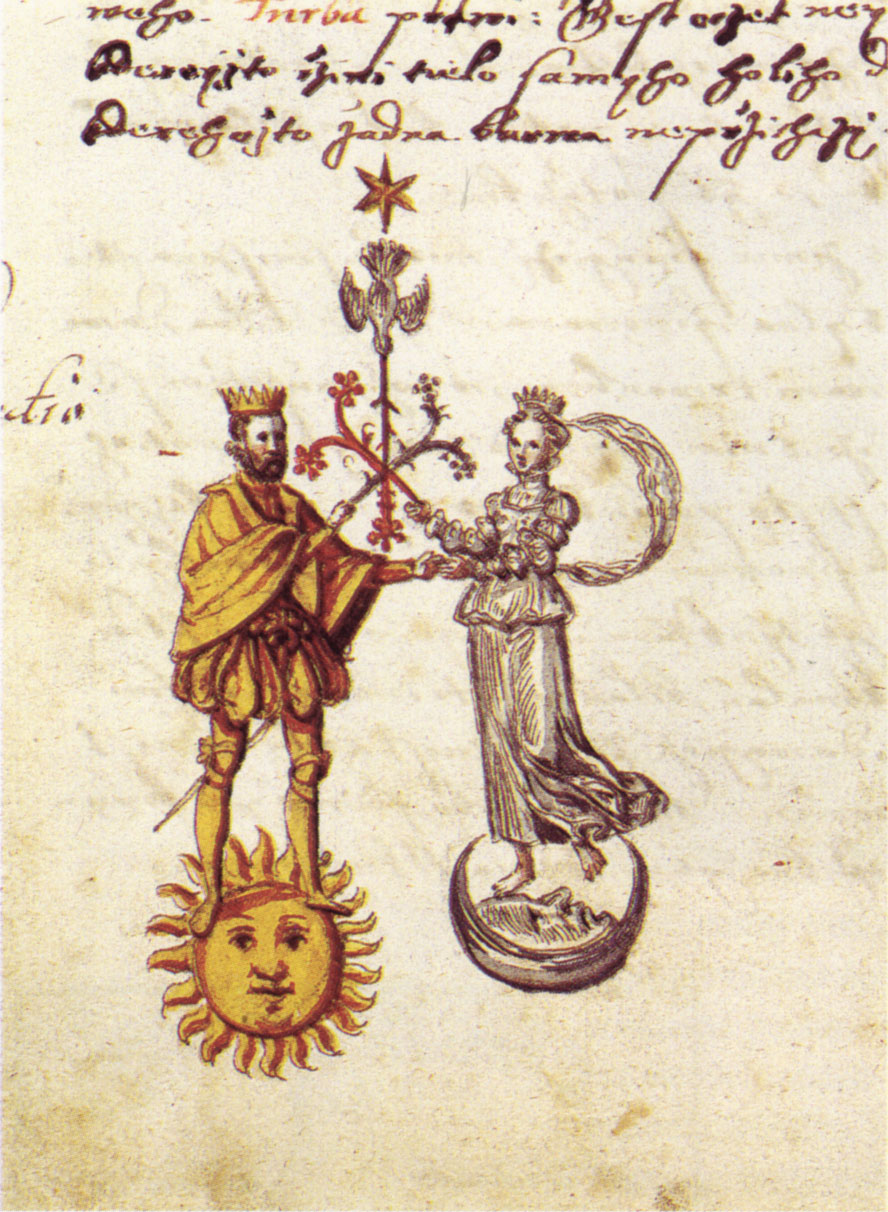
Hochzeit von Sonne und Mond in einer alchemistischen Handschrift (1578)

Die Interpretation von Sonne und Mond als männlich-weibliches Paar und von daher die Vorstellung einer Hochzeit von Sonne und Mond spielt vor allem in der astrologischen Alchemie eine Rolle. In der Mythologie, der Gnosis, der Hermetik und schließlich der Jungschen Psychologie ist die Paarung von Sonne und Mond das archetypische Beispiel einer Syzygie.